# Harpout
Kharpout ou Harpout (en arménien : Kharpert ou Kharberd, Խարբերդ ; en kurde Xarpêt ; en turc Harput) est une petite ville de Turquie de 30 000 habitants, située en altitude dans une zone aride. Elle se vide peu à peu de sa population au profit d'Elazığ, à environ 5 kilomètres de là.

## Histoire pré-ottomane
Les premiers habitants ont été Hourrites, du royaume de Mittani, ensuite soumis par les Hittites, puis par le royaume d'Urartu. Puis les Perses, les Romains, les Byzantins, et les Turcs (1085).
Kharpout a longtemps été une grande ville et forteresse construite par les premiers roi d'Arménie.
Le site antique de Carcathiocerta, ville royale de Sophène, se trouvait probablement près de Kharpout. Les premiers géographes musulmans nommaient Kharpout Hisn Ziyad, tandis que les Arméniens l'appelaient alors Khartabirt ou Kharbirt, puis Kharpout.

## Croisades
Selon Guillaume de Tyr, à l'époque des Croisades, Josselin Ier d'Édesse et Baudouin du Bourg, roi de Jérusalem, ont été faits prisonniers par l'émir Balak, emprisonnés dans le château de Kharpout (Quart Piert) et finalement tués, jetés depuis une falaise pour avoir tenté de s'échapper.
Cette fiction est démentie par les faits : les deux furent libérés sous rançon.

## Histoire récente
Kharpout était la ville principale du vilayet de Mamouret-ul-Aziz, créé en 1879 et parfois désigné comme « province de Harpout » bien que son siège administratif ait été Mamouret-ul-Aziz (anciennement Mezereh, actuelle Elazığ) construite dans la plaine proche.
Kharpout fut un centre important de missionnaires américains à partir de 1851. Ils y ont construit un séminaire de théologie, des écoles ainsi que le collège de l'Euphrate pour leurs missions protestantes. En novembre 1895, durant ce qu'on appelle les massacres hamidiens, Kharpout fut attaquée, de nombreuses maisons, églises et monastères arméniens pillés, les écoles protestantes brûlées. De nombreux arméniens périrent dans les massacres. En 1915, Kharpout fut également l'une des villes touchées par le génocide arménien.